# Universität des Saarlandes
Die Universität des Saarlandes (lateinische Bezeichnung Universitas Saraviensis, kurz: Saar-Uni oder UdS; früher auch Universität Saarbrücken genannt) ist mit etwa 17.000 Studierenden und etwa 4800 Mitarbeitern die größte Hochschule des Saarlandes.
Der Campus Saarbrücken, dessen Kernstück die ehemalige Below-Kaserne bildet, liegt mitten im Stadtwald innerhalb des Stadtteils St. Johann. Am Campus Homburg, 30 km von Saarbrücken entfernt, befinden sich die Medizinische Fakultät und das Universitätsklinikum des Saarlandes.
Die Universität ist international bekannt durch die Informatikforschung und Teil vom Spitzencluster Software-Cluster. Im „NanoBioMed“-Bereich arbeiten Natur- und Materialwissenschaftler mit Medizinern und Pharmazeuten zusammen. Die engen Beziehungen zu Frankreich und der Europa-Schwerpunkt sind weitere Markenzeichen.

## Geschichte

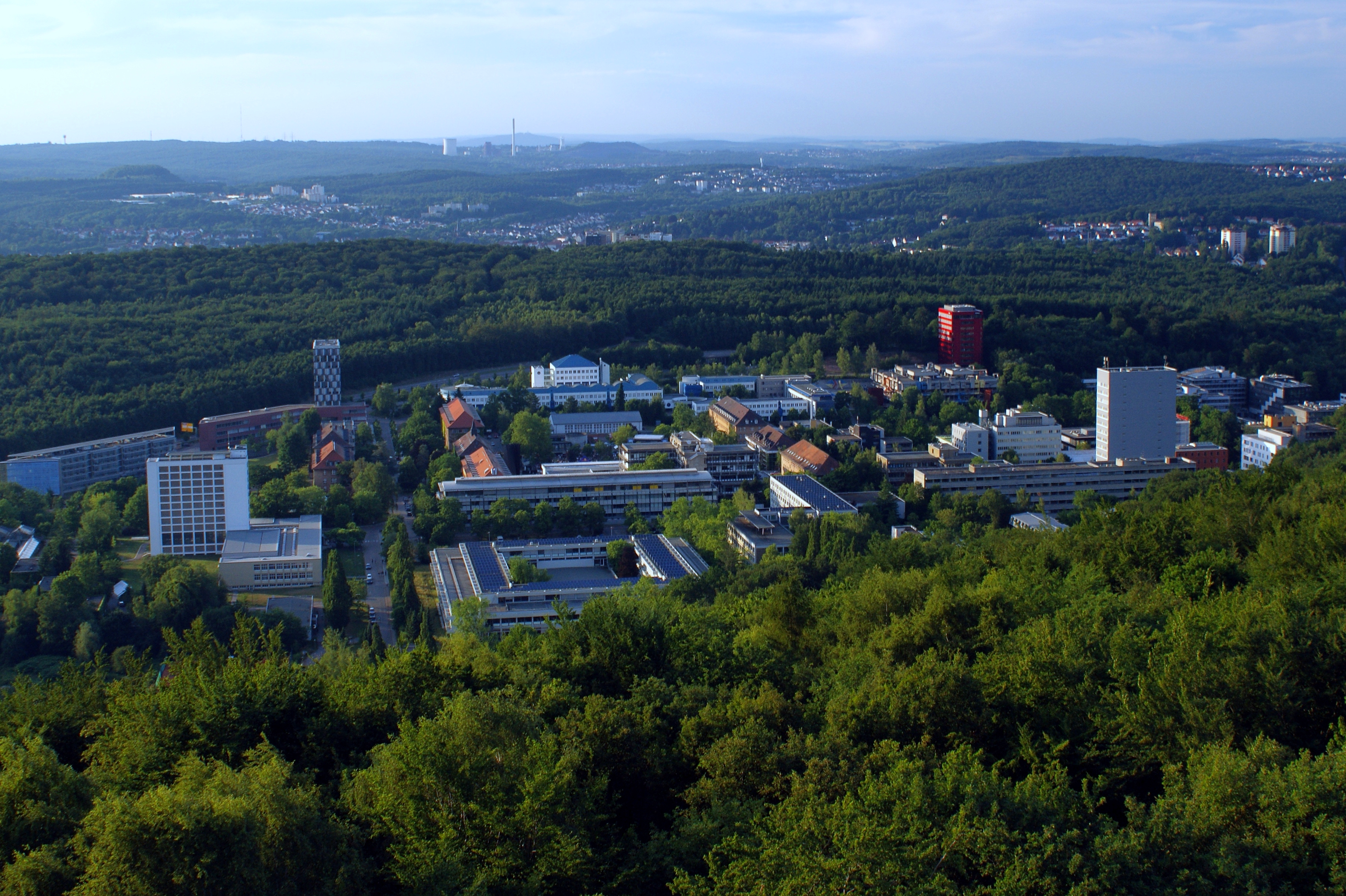
Blick vom Schwarzenbergturm auf den Campus Saarbrücken

Die Universität wurde 1948 mit französischer Unterstützung im damals politisch teilautonomen und wirtschaftlich mit Frankreich verbundenen Saarland gegründet. Sie ging aus dem zunächst der Universität Nancy angegliederten Institut d’études supérieures de Hombourg hervor; am 8. März 1947 wurde in Homburg das erste Institut der saarländischen Hochschule als Zweigstelle der Universität Nancy eingeweiht. Am 9. April 1948 nahm dann in Homburg die Universität des Saarlandes ihren Lehrbetrieb auf (Campus Homburg). Am 15. November 1948 fand die Aufnahme des Lehrbetriebs in der ehemaligen Below-Kaserne im Saarbrücker Stadtwald statt (Campus Saarbrücken).
Dank ihres zweisprachigen Lehrkörpers vereinte die Universität des Saarlandes deutsche und französische Bildungstraditionen und besitzt seit ihrer Gründung ein internationales Profil, das 1950 mit der Proklamation zur „europäischen Universität“ und 1951 mit der Einrichtung des Europa-Instituts als „Krone und Symbol“ der Universität seinen sichtbaren Ausdruck fand.

## Entwicklung der Studierendenzahlen
Nachfolgend die Entwicklung der Studierendenzahlen, jeweils zum 30. November des entsprechenden Jahres.

## Fakultäten
Seit Oktober 2016 gliedert sich die Universität in sechs Fakultäten:
- Fakultät für Empirische Humanwissenschaften und Wirtschaftswissenschaft (HW)
  - Fachrichtungen: Bildungswissenschaften, Geographie, Psychologie, Soziologie, Sportwissenschaft, Wirtschaftswissenschaft
  - 2020 wurde die Fachrichtung Geographie in die neu geschaffene Fachrichtung Gesellschaftswissenschaftliche Europaforschung überführt
- Medizinische Fakultät (M)
  - Bereiche: Klinische Medizin, Theoretische Medizin und Biowissenschaften
  - Die Medizinische Fakultät befindet sich auf dem Gelände des Universitätsklinikums des Saarlandes in Homburg (Campus Homburg). Mit 30 Fachkliniken und 20 Instituten sind hier alle großen medizinischen Fachrichtungen vertreten. Die Fakultät besitzt einen biomedizinischen Schwerpunkt (mit Sonderforschungsbereichen und klinischen Forschergruppen). Grundlagenforschung auf hohem Niveau sorgt dafür, dass Ärzte zukünftig mit neuen Diagnoseverfahren und Therapien Krankheiten besser erkennen und behandeln können.
- Fakultät für Mathematik und Informatik (MI)
  - Fachrichtungen: Informatik, Mathematik
  - Rund 800 Wissenschaftler erforschen in sechs weltweit angesehenen Forschungsinstituten das gesamte Themenspektrum der Informatik, unter anderem die IT-Sicherheit und der Künstlichen Intelligenz. Laut CHE-Hochschulranking zählt die Informatik der Saar-Uni zu den bundesweit besten Universitäten (Top 4 (2009), Top 2 (2012), Top 5 (2018)).

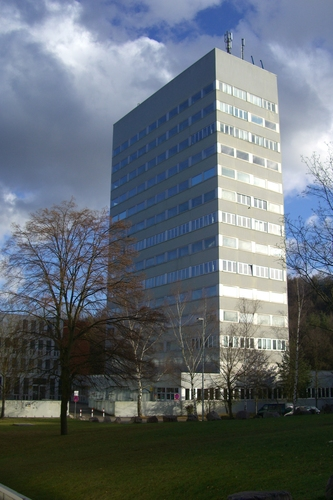
Physikgebäude

- Naturwissenschaftlich-Technische Fakultät (NT)
  - Fachrichtungen: Biowissenschaften, Chemie, Materialwissenschaft und Werkstofftechnik, Pharmazie, Physik, Systems Engineering[10]
  - Inhaltliche Schwerpunkte sind zukunftsträchtige Bereiche wie die Biotechnologie oder Hightech-Werkstoffe, zudem geht es beispielsweise um die Entwicklung neuer medizinischer Wirkstoffe, die Optimierung von Materialoberflächen oder die physikalischen Grundlagen von Prozessen in Zellen und Organismen. Gemeinsam mit der Medizinischen Fakultät trägt die NT-Fakultät das Zentrum für Human- und Molekularbiologie (ZHMB). Es stellt die Basis dar für biomedizinische Forschungsverbünde innerhalb des universitären Schwerpunkts NanoBioMed – Leben und Materie.

- Philosophische Fakultät (P)

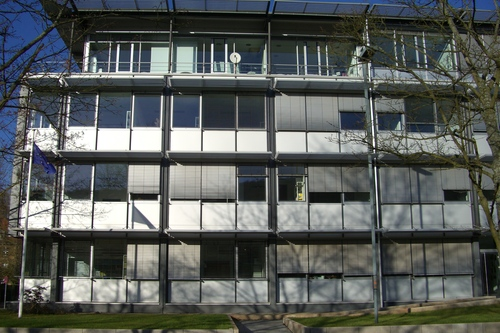
Europa-Institut

  - Fachrichtungen: Altertumswissenschaften, Anglistik, Amerikanistik und Anglophone Kulturen, Evangelische Theologie, Germanistik, Geschichte, Katholische Theologie, Kunst- und Kulturwissenschaften, Musikwissenschaft, Philosophie, Romanistik, Sprachwissenschaft und Sprachtechnologie[11]
  - Das Frankreich-Zentrum fasst fächerübergreifend alle Aktivitäten, die sich auf Frankreich beziehen, zusammen und betont somit die besondere Bedeutung Frankreichs und auch die Stellung des Saarlandes als Mittler zwischen Frankreich und Deutschland im europäischen Kontext. Laut CHE-Hochschulranking zählt die Romanistik der Saar-Uni zu den bundesweit besten Universitäten (Top 2 (2010), Top 6 (2013)).
- Rechtswissenschaftliche Fakultät (R)
  - Mit dem Europa-Institut und dem Centre juridique franco-allemand besitzt die Fakultät mehrere Alleinstellungsmerkmale: Neben den Saarbrücker Professoren und Gastprofessoren lehren hier EU-Spitzenbeamte aus den verschiedenen Institutionen der Europäischen Union sowie Führungskräfte aus Justiz, Verwaltung und Wirtschaft. Eine weitere Besonderheit der Fakultät ist das Saarbrücker Institut für Rechtsinformatik mit den Themenschwerpunkten IT-Sicherheit und Datenschutz.

## Studienangebot
Das Studienangebot umfasst rund 130 Studienfächer (davon jeweils rund 50 Bachelor- und Masterstudiengänge, vier Staatsexamens-Fächer, 20 mit Lehramtabschluss sowie ein Dutzend Aufbaustudiengänge). Zum Angebot gehören auch rund 30 internationale Studienfächer, wovon mehr als die Hälfte einen Doppelabschluss vorsehen.
Zu den größten Studiengängen gehören die Studiengänge Humanmedizin, Rechtswissenschaft und Pharmazie, die Bachelor- und Masterstudiengänge Betriebswirtschaftslehre, Informatik und Psychologie, die Bachelorstudiengänge Wirtschaft und Recht (B.Sc.), Wirtschaftsinformatik (B.Sc.), Cybersicherheit (B.Sc.) und Historisch orientierte Kulturwissenschaften (B.A.) sowie der Masterstudiengang Wirtschaftsrecht für die Unternehmenspraxis (LL.M.). 47 % aller Studierenden waren im Jahr 2019 in einem dieser Studiengänge eingeschrieben.

## Forschung

### Sonderforschungsbereiche
Es gibt derzeit (Stand: 2021) fünf Transregio-Programme (TRR), drei Sonderforschungsbereiche (SFB) und zwei DFG-Schwerpunkt-Programme (SPP), die von der Deutschen Forschungsgemeinschaft (DFG) gefördert werden:
- TRR 152: Steuerung der Körperhomöostase durch TRP-Kanal-Module (zusammen mit LMU München, Freiburg, Heidelberg, TU München und Leipzig)[13]
- TRR 195: Symbolische Werkzeuge in der Mathematik und ihre Anwendung (zusammen mit TU Kaiserslautern und RWTH Aachen)[14]
- TRR 219: Mechanismen kardiovaskulärer Komplikationen der chronischen Niereninsuffizienz (mit RWTH Aachen)[15]
- TRR 248: Grundlagen Verständlicher Software-Systeme – Für eine nachvollziehbare cyber-physische Welt (mit TU Dresden)[16]
- TRR 306: Quantenkooperativität von Licht und Materie „QuCoLiMa“ (mit JGU Mainz, FAU Erlangen-Nürnberg und MPL Erlangen)[17]
- SFB 894: Ca2+-Signale: Molekulare Mechanismen und Integrative Funktionen
- SFB 1027: Physikalische Modellierung von Nicht-Gleichgewichtsprozessen in biologischen Systemen
- SFB 1102: Informationsdichte und sprachliche Kodierung
- SPP 1608: Ultrafast and temporally precise information processing: normal and dysfunctional hearing
- SPP 1757: Functional specializations of neuroglia as critical determinants of brain activity

### Exzellenzinitiative und -strategie
Im Rahmen der Exzellenzinitiative wurden an der Universität des Saarlandes ab November 2007 das Exzellenzcluster M2CI – Cluster of Excellence on Multimodal Computing and Interaction und die Graduiertenschule Graduate School of Computer Science gefördert, bei beiden war auch der Fortsetzungsantrag ab November 2012 erfolgreich. Seit Januar 2019 wird die Universität nicht mehr durch die Exzellenzstrategie gefördert.

### Spitzencluster
Die Universität des Saarlandes ist Teil des Spitzenclusters Software-Cluster, welches im Rahmen des Spitzencluster-Wettbewerbs von 2010 bis 2015 durch das BMBF gefördert wurde. Ziel des Clusters ist es, die Transformation von Unternehmen zu digitalen Unternehmen zu ermöglichen. Es besteht aus den Zentren Darmstadt, Kaiserslautern, Karlsruhe, Saarbrücken und Walldorf.

### Forschungsumfeld

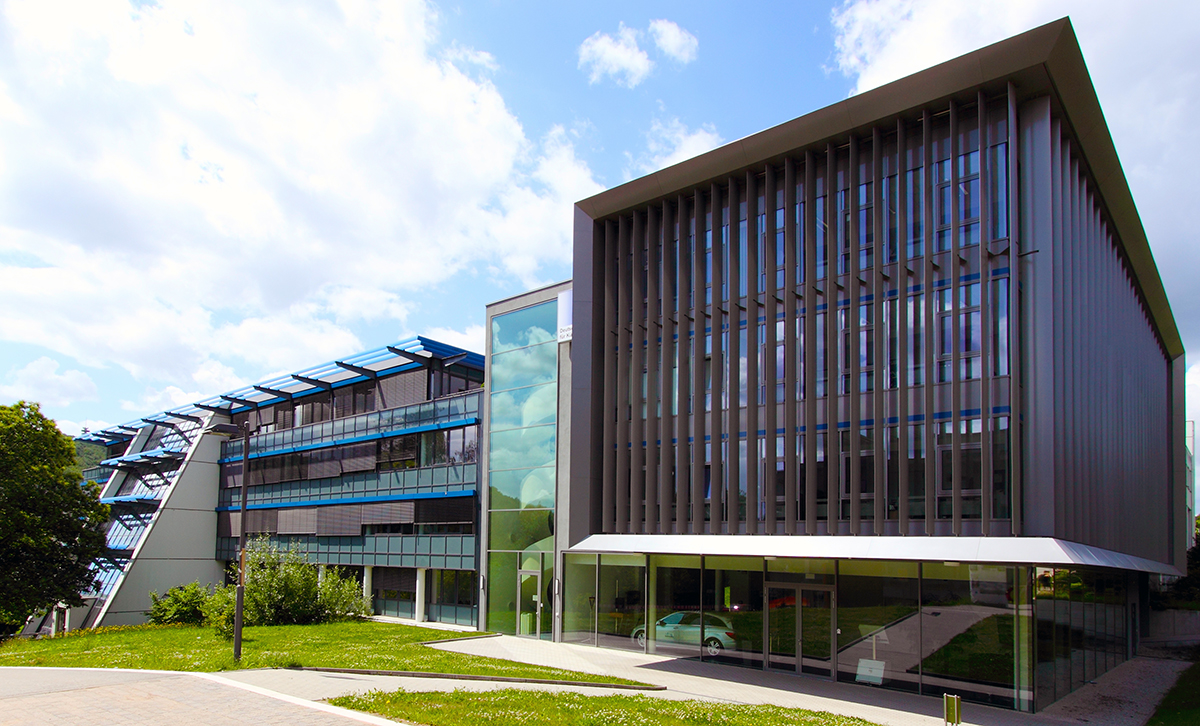
Deutsches Forschungszentrum für Künstliche Intelligenz (DFKI)

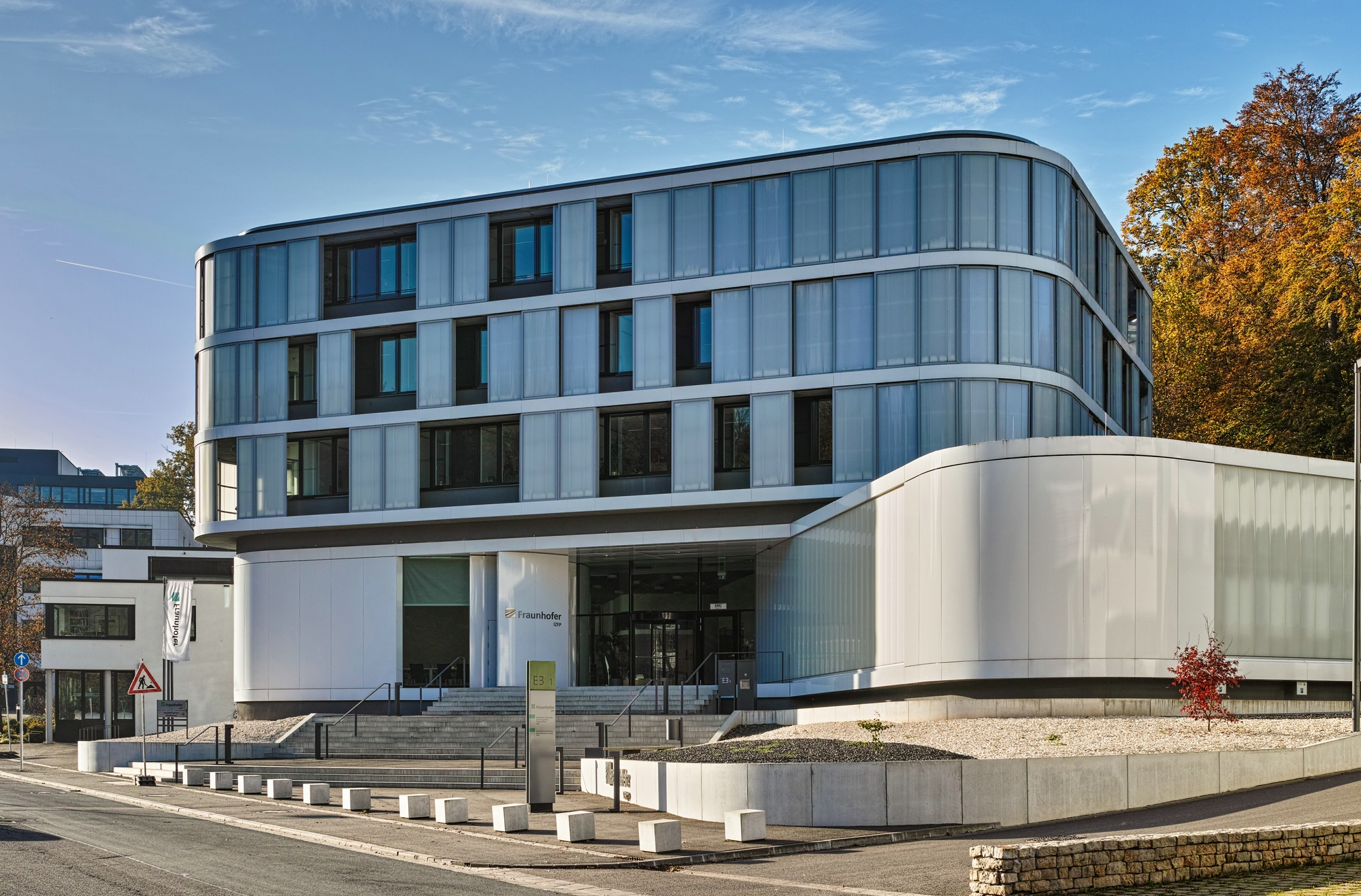
Fraunhofer-Institut für Zerstörungsfreie Prüfverfahren

Im Umfeld der Universität des Saarlandes haben sich renommierte Forschungseinrichtungen angesiedelt. Zum Informatik-Standort zählen das Deutsche Forschungszentrum für Künstliche Intelligenz (seit 1988), die Max-Planck-Institute für Informatik (seit 1988) und für Softwaresysteme (seit 2004), das Leibniz-Zentrum für Informatik auf Schloss Dagstuhl (seit 1989) sowie das CISPA – Helmholtz-Zentrum für Informationssicherheit (seit 2019).
Auf dem Gebiet der Materialwissenschaft und Werkstofftechnik forschen das Fraunhofer-Institut für Zerstörungsfreie Prüfverfahren (seit 1972), das Leibniz-Institut für Neue Materialien (seit 1987) sowie das Steinbeis-Forschungszentrum Material Engineering Center Saarland (MECS) (seit 2009).
Das Fraunhofer-Institut für Biomedizinische Technik in Sulzbach/Saar (seit 1992), das Korea Institute of Science and Technology Europe (seit 1996) sowie das Helmholtz-Institut für Pharmazeutische Forschung Saarland (2009) forschen im Bereich der Biowissenschaften.

### Leibniz-Preisträger
Die Deutsche Forschungsgemeinschaft verleiht einmal pro Jahr den Gottfried-Wilhelm-Leibniz-Preis an herausragende deutsche Wissenschaftler und würdigt damit ihre Arbeit. Folgende Forscher an der Universität des Saarlandes erhielten den Leibniz-Preis:
- 1987: Günter Hotz, Kurt Mehlhorn und Wolfgang Paul – Informatik
- 1989: Herbert Gleiter – Werkstoffwissenschaften
- 1991: Michael Veith – Anorganische Chemie
- 1993: Johannes Buchmann – Theoretische Informatik
- 2000: Manfred Pinkal – Computerlinguistik
- 2003: Hans-Peter Seidel – Computergraphik
- 2010: Joachim Weickert – Bildverarbeitung/Informatik
- 2021: Rolf Müller – Pharmazeutische Biologie

## Bibliotheken

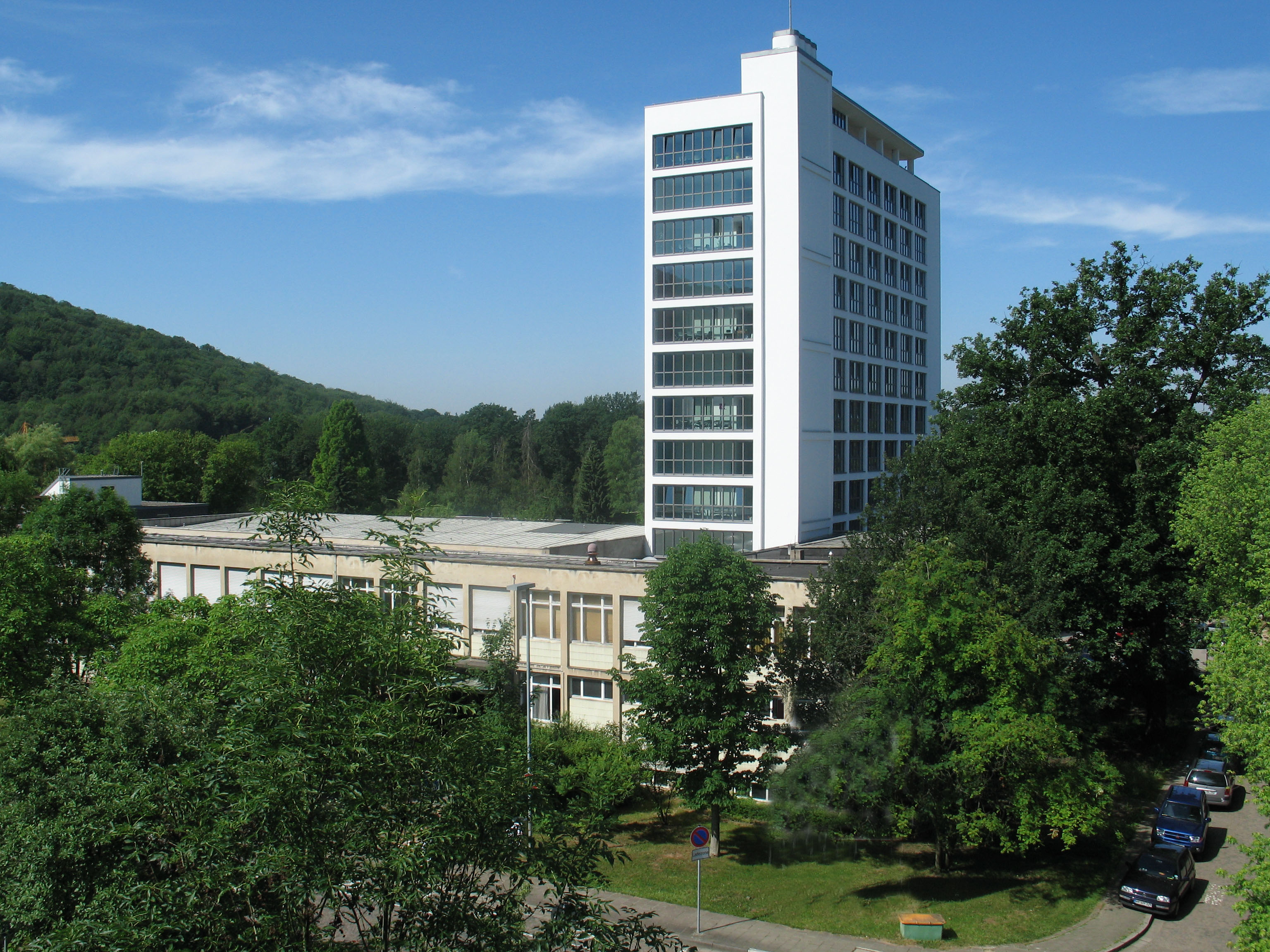
Saarländische Universitäts- und Landesbibliothek (SULB)

Das Bibliothekssystem an der Universität des Saarlandes befindet sich in einem Umstrukturierungsprozess, in dem kleinere Bibliotheken zu größeren Verwaltungseinheiten zusammengefasst wurden. Zur Zentralbibliothek der Saarländischen Universitäts- und Landesbibliothek (SULB) gehört auch die Medizinische Abteilung in Homburg/Saar. Weitere große Bibliotheken sind die Campus-Bibliothek für Informatik und Mathematik, gemeinsam mit den Bibliotheken des Deutschen Forschungszentrums für Künstliche Intelligenz (DFKI) und der Max Planck-Institute für Informatik und für Softwaresysteme, die Naturwissenschaftlich-Technische Bereichsbibliothek einschließlich Leibniz-Institut für Neue Materialien, die Bereichsbibliothek 1 der Philosophischen Fakultät, die Bereichsbibliothek Empirische Humanwissenschaften sowie die Bibliotheken der Wirtschaftswissenschaften und der Rechtswissenschaftlichen Fakultät, die einen zusätzlichen Schwerpunkt auf dem Europarecht hat. Nach der Sanierung des Gebäudes der Zentralbibliothek ist dort die Philologische Bibliothek integriert, die die Bereiche Anglistik/Amerikanistik, Germanistik, Romanistik und ab 2020 auch Angewandte Sprachwissenschaft beinhaltet. Neben den Mitgliedern und Angehörigen der Saar-Universität sind alle Bibliotheken zudem dem allgemeinen, wissenschaftlich interessierten Publikum zugänglich.
Zusätzlich betreibt die Bibliothek drei Dokumentenserver (Jahresbibliographie der Universität des Saarlandes, Scidok als Dokumentenserver der Universität des Saarlandes, Saardoc als Archivserver für Dokumente mit Bezug zum Saarland).
Die Saarländische Universitäts- und Landesbibliothek versorgt ihre rund 12.500 aktiven Entleiher mit Literatur aus allen Fachgebieten. Gemäß ihrem Sammelauftrag als Landesbibliothek sammelt sie zudem relevante Literatur zum Saarland und dem Saar-Lor-Lux-Raum. Der Bestand umfasst derzeit rund 1,6 Millionen Einheiten. Elektronische Zeitschriften aus großen Paketen haben inzwischen die Druckerzeugnisse fast völlig verdrängt: Im Jahr 2017 standen neben 560 Einzelabonnements ca. 48.000 Zeitschriften in digitaler Form über Pakete zur Verfügung.

## Gebühren

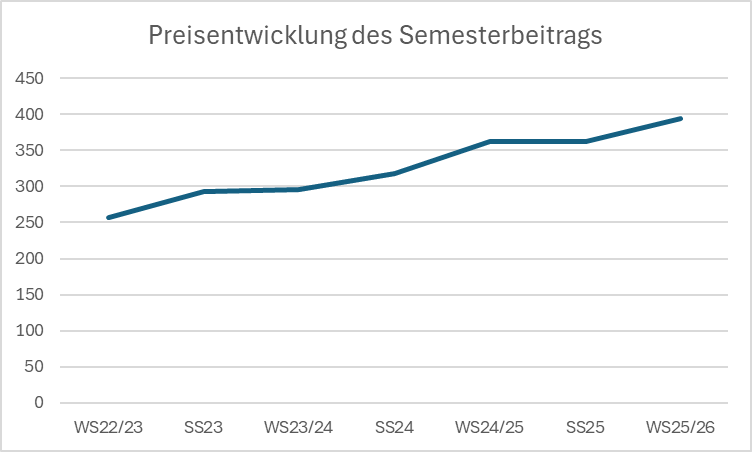
Preisentwicklung des Semesterbeitrags seit dem Wintersemester 2022.

Es wird ein Semesterbeitrag in Höhe von 361,90 Euro (SS 2025) erhoben, der sich aus folgenden Beiträgen zusammensetzt:
- einem Semesterticket (176,40 Euro) für den deutschlandweiten ÖPNV
- einem Beitrag zum Studierendenwerk Saarland (121,20 Euro)
- einem Verwaltungskostenbeitrag (50 Euro), der bundesweit in den meisten Bundesländern erhoben wird.
- einem allgemeinen Studierendenschaftsbeitrag (13 Euro)
- einem Beitrag zur Unfall-, Haftpflicht- und Diebstahlversicherung (1,30 Euro)

Im kommenden Wintersemester 2025/26 wird der Semesterbeitrag auf 394,30 Euro erhöht.
Besonderheiten: An allen Universitäten in Baden-Württemberg, Berlin, Bremen, Hessen, Mecklenburg-Vorpommern, Rheinland-Pfalz, Sachsen, Sachsen-Anhalt, Schleswig-Holstein und Thüringen sind die Beiträge zur allgemeinen Studierendenschaft zum Wintersemester 2020/21 geringer als an der Universität des Saarlandes; in Bayern werden überhaupt keine Gebühren erhoben. Eine gesonderte Erhebung eines Beitrags zur Unfall-, Haftpflicht- und Diebstahlversicherung ist im bundesweiten Vergleich auch eher unüblich.
Für Seniorstudierende ab dem 55. Lebensjahr fallen zusätzliche Semestergebühren von 400 Euro an.
Eingeschriebene Studierende anderer Hochschulen (Zweithörer) zahlen grundsätzlich 315,65 Euro, wobei dies nicht für Studierende der TU Kaiserslautern, der Universität Koblenz-Landau und der Universität Trier (Universitätsverbund Südwest) gilt, die gegenseitig von Gebühren bzw. Beiträgen befreit sind. Das Semesterticket ist in diesem Betrag nicht enthalten und kann optional von Zweithörern erworben werden.
Zwischen 2003 und 2010 wurden zusätzlich zum obligatorischen Semesterbeitrag auch Langzeitstudiengebühren bzw. allgemeine Studiengebühren erhoben.
Siehe auch: Studiengebühren in Deutschland#Saarland

## Wissenswertes und Fakten
- Der Allgemeine Studierendenausschuss (AStA) unterstützt mit einer Vielzahl von Referaten das Studium und gesellschaftliche Leben auf dem Campus. Neben Beratungsmöglichkeiten und Veranstaltungen zur studentischen Kultur organisiert der AStA auch UNIFILM, das Kino im Audimax.
- Die Saar-Uni unterhält zahlreiche Kooperationen mit ausländischen Universitäten in aller Welt, Austauschprogramme für Studierende bestehen mit über 550 Partnerhochschulen.[25] Mit einem Ausländeranteil von rund 21 % gehört sie zu den internationalsten Universitäten in Deutschland.[26]
- Der Hochschulsport steht allen Universitätsangehörigen offen und bietet sowohl für den Breiten- als auch den Spitzensport ein umfangreiches Angebot an. Durch die Nähe zur Hermann-Neuberger-Sportschule steht eine Vielzahl von erstklassigen Sportstätten zur Verfügung.[27]
- Die Universität bietet Studierenden außerdem die Mitwirkung im Orchester, Chor oder Bigband an. Das Semester wird meist mit einem Konzert abgeschlossen, zu einigen Veranstaltungen wie zum Beispiel der Semestereröffnung im Audimax tritt die Bigband der Universität auf.
- Die Universität des Saarlandes hat insgesamt vier aktive studentische Theatergruppen: Thunis[28] (deutschsprachig), ACT (englisch), Le Pont (französisch) und Los Mutantes (spanisch).
- Auf dem Campusgelände befand sich von 1952 bis 2016 der 2,5 Hektar große Botanische Garten der Universität des Saarlandes.
- 1965 gründete Rabbi Benyamin Barslai die erste jüdische Studentengemeinde an einer deutschen Universität nach dem Zweiten Weltkrieg.
- Die seit 1970 bestehende Original- und Abgusssammlung des Archäologischen Instituts kann nach Vereinbarung besichtigt werden.
- Die Kontaktstelle für Wissens- und Technologietransfer (KWT) ist seit 1985 die Anlaufstelle für Gründungsinteressierte und Start-Ups.[29]
- Orga-TV war von 1999 bis 2018 das studentische Uni-Fernsehen der Universität. Während des Semesters sendeten Studierende im Rahmen des Vertiefungsfaches Medien- und Kommunikationsmanagement jeden Mittwoch um 18:18 Uhr live über das Internet.[30]
- Die Universität des Saarlandes bietet seit 2005 mit der Kinder-Uni jedes Semester Vorlesungen für Kinder von 8 bis 12 Jahren an. Darin beantworten Professoren der Universität Fragen zu Themen des Alltags.
- Seit 2008 gibt es mit dem Zertifikat Europaicum an der Universität des Saarlandes ein bundesweit einzigartiges europabezogenes Studienangebot. Hierbei handelt es sich um eine studienbegleitende Zusatzqualifikation zum Erwerb von Europakompetenzen.[31]
- Seit 2009 wird der Richard-van-Dülmen Preis vom HOK-Alumni-Verein (Ehemalige und Studierende der Historisch orientierten Kulturwissenschaften der Universität des Saarlandes) für die innovativste Abschlussarbeit in Studiengängen der Historisch orientierten Kulturwissenschaften vergeben.[32][33][34]

## Rektoren und Präsidenten

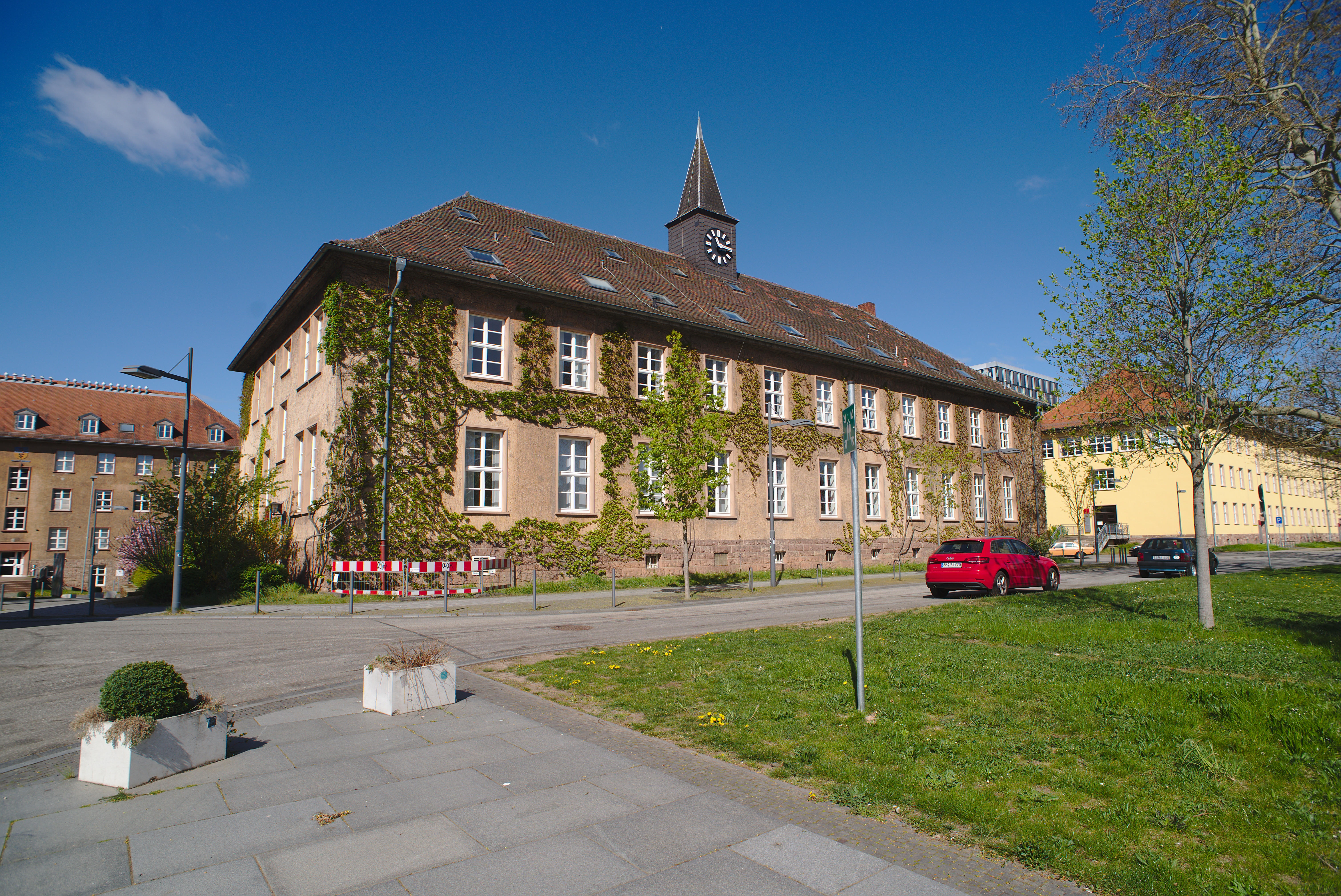
Präsidium

Bis 1973 wurde die Universität von einem Rektor geführt, seitdem gibt es das Amt des Präsidenten.
| - 1948–1950: Jean Barriol (1909–1989), Gründungsrektor - 1950–1956: Joseph-François Angelloz (1893–1978) - 1956–1958: Heinz Hübner (1914–2006) - 1958–1960: Heinz Diedrich Wulff (1910–1983) - 1960–1962: Helmut Stimm (1917–1987) - 1962–1964: Gerhard Kielwein (1922–2011) - 1964–1965: Conrad von Fragstein (1907–1997) - 1965–1967: Hermann Krings (1913–2004) - 1967–1969: Werner Maihofer (1918–2009) | - 1969–1973: Hellmuth Sitte (1928–2018) - 1973–1979: Hans Faillard (1924–2005) - 1979–1983: Paul Müller (1940–2010) - 1983–1992: Richard Johannes Meiser (1931–1995) - 1992–2000: Günther Hönn (* 1939) - 2000–2006: Margret Wintermantel (* 1947) - 2006–2017: Volker Linneweber (* 1951) - 2017–2024: Manfred Schmitt (* 1959) - seit 2024: Ludger Santen (* 1969) |

## Persönlichkeiten
Bekannte Alumni, Lehrkräfte und Mitarbeiter finden sich in der Liste von Persönlichkeiten der Universität des Saarlandes.

## Logo

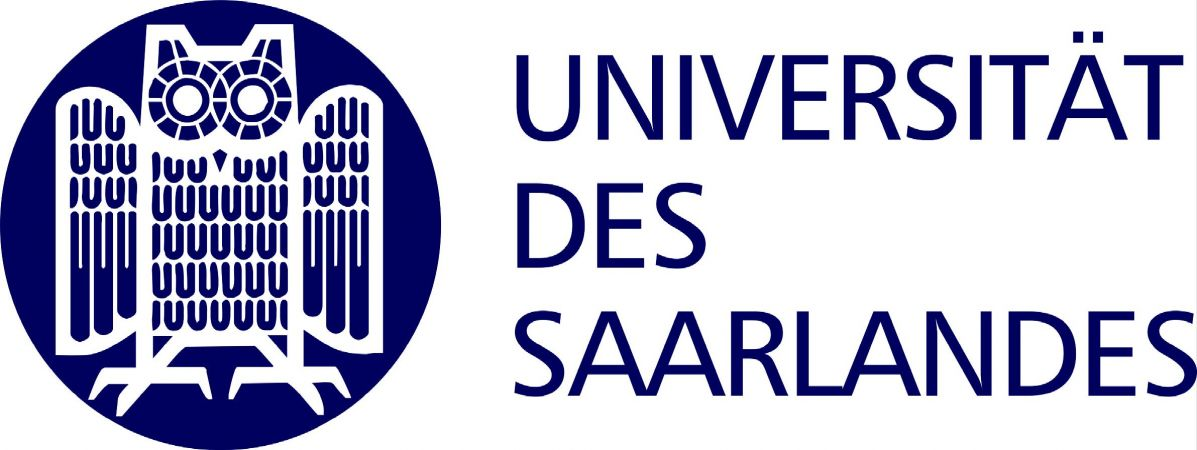
Bis 2010
Seit 2010